# 浮山岭
浮山岭，是位于广东省茂名市的一座山峰，距离茂名市中心城区约20公里。是电白区、高州市的界山，北面为高州市根子镇，南面为电白区霞洞镇，面积24平方公里，山体主要由花岗岩构成，呈东北-西南走向，山有五峰，故又有“五指岭”之称，最高峰海拔966米。北宋《太平寰宇记》记载，“浮山，其山高七百尺。尧时洪水泛溢，此山独浮，人居山上，得免沈垫，人呼为浮山。”中国广核集团于山上建有风力发电场。

## 历史
传说岭南道教先驱潘茂名于此地出生，直至仙逝。隋朝时，百越族女首领冼英曾在此驻军。半山腰上现存有始建于明朝嘉靖十七年（公元1539年）的冼太庙以及纪念潘茂名的超世寺。1947年5月，第二次国共内战期间，国共双方曾在此发生过激烈战斗。